# Campeonato Paulista de Futebol Americano
Campeonato Paulista de Futebol Americano é o principal torneio de futebol americano do estado de São Paulo.

## Participantes
- Santos Tsunami (Santos)
- São Paulo Storm (São Paulo)
- Corinthians Steamrollers (São Paulo)
- São Paulo Spartans (São Paulo)
- Sorocaba Vipers (Sorocaba)
- Itatiba Priests (Itatiba)
- ABC Corsários
- Rio Preto Weillers
- Brasil Devilz
- Ribeirão Preto Challengers (Ribeirão Preto)
- Osasco Soldiers (Osasco)

## Campeões
| Ano  | Campeão                  | Vice                     |
| ---- | ------------------------ | ------------------------ |
| 2010 | São Paulo Storm          | Corinthians Steamrollers |
| 2011 | Corinthians Steamrollers | São Paulo Spartans       |
| 2012 | Corinthians Steamrollers | São Paulo Spartans       |
| 2013 | Corinthians Steamrollers | Brasil Devilz            |
| 2014 | Corinthians Steamrollers | Botafogo Challengers     |
| 2016 | Lusa Lions               | São Paulo Storm          |
| 2017 | Lusa Lions               | Corinthians Steamrollers |
| 2018 | Lusa Lions               | Rio Preto Weilers        |
| 2019 | Rio Preto Weilers        | Corinthians Steamrollers |

## Títulos por Equipe
- 4 - Corinthians Steamrollers (2011, 2012, 2013 e 2014)
- 3 - Lusa Lions (2016, 2017 e 2018)
- 1 - São Paulo Storm (2010)
- 1 - Rio Preto Weilers (2019)